# 五式軽戦車
五式軽戦車 ケホ（ごしきけいせんしゃ ケホ）は大日本帝国陸軍が第二次世界大戦末期に開発した軽戦車である。日本陸軍の軽戦車の系列としては最後の車輌だった。

## 概要
九八式軽戦車 ケニ、二式軽戦車 ケトの設計を継いだ発展型戦車で、秘匿名称としてはケニの次である。
軽戦車ではあるが、中戦車である試製中戦車 チニと試製九八式中戦車 チホの、流れを汲む車両であるとも言える。
開発担当は日野重工であった。1942年（昭和17年）に開発が始まったが、戦車よりも航空機や艦船へ資源が優先されたために開発が遅れ、1945年（昭和20年）に試作車が1輌だけ完成したと伝えられる。しかし一枚も写真が存在せず、詳細な情報も資料が焼却されて不明で、側面図とされるものだけしか残っていない。現存する資料が少なく謎の多い車輌である。

## 設計
本車の構造に関し、砲塔は九七式中戦車改や一式中戦車、車体や足回りは九八式軽戦車や二式軽戦車の部品を多く流用していたと推測される。
本車の車体は、最大装甲厚20mmの装甲板を溶接により組み立てたものである。外形は九八式軽戦車の車体に酷似しているがそれよりわずかに大きい。右想像図では、この車体上部に、九七式中戦車 チハ改や一式中戦車 チヘ、もしくは試製九八式中戦車 チホの物に似た砲塔を搭載している。砲塔上に司令塔を設けていたかどうかについては不明である。
主兵装として「試製四十七粍（短）戦車砲」が、昭和18年度第一陸軍技術研究所研究計画にて開発中であった。1942年（昭和17年）9月に研究着手し、翌年6月竣工試験、同年10月実用試験、同年12月完成の予定だった。第一陸軍技術研究所修正研究計画では、初速740m/秒、高低射界-15～+20度、方向射界左右各10度など具体的な数字が挙げられた一方、完成予定は1945年（昭和20年）3月と大幅に遅れている。
副武装の7.7mm機銃は一挺のみとする説が有力だが、どこに搭載したかは不明である。右想像図では車体前面とされているが、車体が九八式軽戦車に酷似した物であれば車体は非武装であり、砲塔がチハ改などの物に類似していれば、同じように砲塔側面や砲塔後面に装備していた可能性もある。もしくは、一〇〇式37mm戦車砲や一式37mm戦車砲のように、一式47mm戦車砲と九七式車載重機関銃を連装化した、「試製双連四十七粍戦車砲」を採用していた可能性も考えられる。この砲は1943年（昭和18年）に開発されていた。
本車は九八式軽戦車よりも重量が3t増加しており、これに対応するために300mm幅の履帯を採用した。機関には過給器付きの出力向上型ディーゼルエンジンを使用した。出力は九八式軽戦車が130馬力であるのと比較し、五式軽戦車は150馬力となった。このエンジンの詳細については不明であるものの、150馬力過給器付き直列6気筒ディーゼルという条件から推測し、一説では1937年（昭和12年）に軽戦車用に試作開発された東京瓦斯電気工業製の「ちよだEC型」とする説がある。しかしちよだEC型はボア×ストローク=115 mm×150 mm、排気量9.3 Lという仕様であり、日本陸軍の戦車にほぼ採用されている統制型エンジンではないという疑問は残る。あるいは九八式軽戦車や二式軽戦車に搭載されていた統制一〇〇型空冷直列6気筒ディーゼルを改造して過給器を取り付けたのかも知れない。本車の燃料タンク(燃料槽)の搭載容積は130Lであった。 
九八式軽戦車では防弾のため、水平コイルスプリングサスペンションなどの懸架装置を車体内部に収容していた。しかしこの方式は車内の容積が減り、弾薬燃料搭載量、また戦闘作業などに制約が加えられる点が不利であった。そこで五式軽戦車では懸架装置が再び車体外側に装備された。内部の動力伝達機構はケニと同様である。
軽戦車ではあるが、むしろ中戦車であるチハ改に近く、日本の軽戦車の中では最高の性能を持っていたと推測される。
類似の計画車両に、九八式軽戦車 ケニや二式軽戦車 ケトの車体に、九七式中戦車 チハ改の新砲塔を搭載した、九八式軽戦車改や二式軽戦車改があった。

## バリエーション
試製七糎半自走砲 クセ
砲塔を除いた本車の車台に九九式七糎半戦車砲Ⅱ型を搭載。この砲は九九式75mm戦車砲（二式砲戦車の主砲）の砲架を左右各15度の方向射界を有するように改造したものであった。
指揮戦車乙
高級指揮官用の指揮戦車。五式軽戦車に準ずるとされた。

## 登場作品

### ゲーム
『World of Tanks』
日本軽戦車「Type 5 Ke-Ho」として開発可能。